# Nazionale femminile di pallavolo dell'Italia
La nazionale femminile di pallavolo dell'Italia è una squadra europea composta dalle migliori giocatrici di pallavolo dell'Italia ed è posta sotto l'egida della Federazione Italiana Pallavolo.

## Storia
L'esordio della nazionale italiana femminile di pallavolo avvenne il 7 aprile 1951 ad Alessandria, contro la Francia, in una partita persa per 3-2: lo stesso anno partecipò per la prima volta al campionato europeo chiudendo all'ultimo posto. Il resto degli anni cinquanta, così come gli anni sessanta, furono un periodo di anonimato per la squadra azzurra, che non prese parte ad alcun tipo di competizione. Gli anni settanta segnarono il ritorno dell'Italia al campionato europeo, anche se chiusi sempre nelle zone medio basse e l'esordio al campionato mondiale nel 1978, terminato al quart'ultimo posto; tuttavia nel 1975 l'Italia vinse la sua prima medaglia, ossia l'argento ai Giochi del Mediterraneo, mentre il primo oro arriverà sempre nella stessa competizione, nell'edizione 1979: si trattava comunque di una competizione a livello zonale.
Gli anni ottanta furono segnati da costanti partecipazioni al campionato europeo e mondiale, senza però raggiungere traguardi rilevanti, eccetto l'ultimo campionato europeo del decennio, dove l'Italia, con alla guida Sergio Guerra, vinse la sua prima medaglia in campo internazionale, ossia il bronzo, superando in finale la Romania, con il punteggio di 3-0. Durante gli anni novanta l'Italia si confermò tra le prime posizioni nel campionato europeo, senza però mai riuscire a raggiungere il podio; nel 1994 partecipò per la prima volta al World Grand Prix, chiuso all'ottavo posto. La svolta, che sarà poi fondamentale anche per i successi futuri, avvenne con il quinto posto al campionato mondiale 1998, seguito poi l'anno successivo dal bronzo al campionato europeo: la squadra era guidata da Angelo Frigoni.
Il primo decennio del nuovo millennio, sarà il periodo più ricco di vittorie della nazionale dall'inizio della sua storia: nel 2000 le azzurre parteciparono per la prima volta ad un'edizione dei Giochi olimpici, chiusi al nono posto; nel 2001, con l'arrivo sulla panchina di Marco Bonitta, l'Italia raggiunse la prima finale della sua storia, quella al campionato europeo, persa poi contro la Russia, per 3-2, mentre l'anno successivo, arrivò invece la conquista della prima medaglia d'oro, quella al campionato mondiale, grazie alla vittoria sugli Stati Uniti per 3-2, trascinata dall'opposto Elisa Togut, premiata poi come miglior giocatrice del torneo. Gli anni successivi, fino al 2006, pur non ottenendo alcuna vittoria, regalarono all'Italia medaglie sia d'argento che di bronzo a diverse edizione del World Grand Prix ed un argento al campionato europeo 2005, dopo la sconfitta in finale contro la Polonia per 3-1 ed un quinto posto alle Olimpiadi di Atene nel 2004. A pochi giorni dal campionato mondiale 2006, Bonitta fu esonerato ed al suo posto venne chiamato Massimo Barbolini, che traghetterà la squadra ad un quarto posto nella manifestazione. Il 2007 fu l'anno dei record: dopo il bronzo al World Gran Prix, le azzurre inanellarono una serie di 26 vittorie consecutive, considerando anche cinque gare ufficiali del 2008, record mai ottenuto da qualsiasi squadra nazionale italiana. Tali risultati consentirono alla ragazze, guidate da Eleonora Lo Bianco, Simona Gioli e dalla cubana, naturalizzata italiana, Taismary Agüero, di aggiudicarsi per la prima volta il campionato europeo, vinto in finale contro la Serbia e la Coppa del Mondo. Nel 2009, superata la brutta prestazione alle Olimpiadi di Pechino, chiuse al quinto posto, l'Italia si aggiudicò nuovamente il campionato europeo, battendo in finale i Paesi Bassi per 3-0 e la Grand Champions Cup.

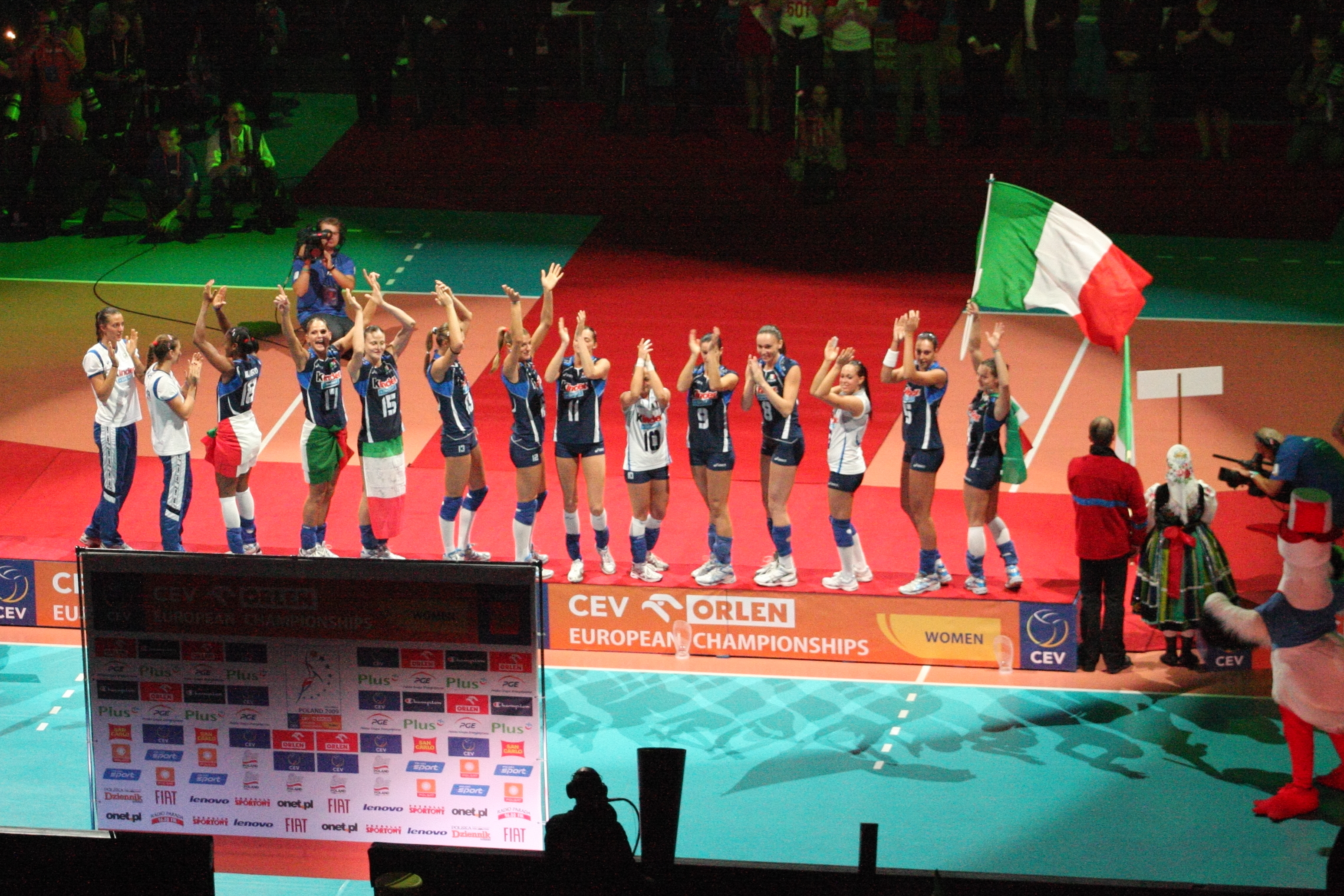
L'Italia vincitrice del campionato europeo 2009

Gli anni '10 del nuovo millennio, dopo un quinto posto al campionato mondiale 2010 e un quarto posto al campionato europeo 2011, iniziarono con la seconda affermazione consecutiva alla Coppa del Mondo 2011, con la squadra trascinata dall'italo-argentina, Carolina Costagrande, ottenendo quindi la qualificazione ai Giochi olimpici di Londra 2012, dove, per la terza volta consecutiva, le azzurre raggiunsero il quinto posto, venendo sconfitte ai quarti di finale dalla Corea del Sud: il torneo olimpico sarà poi anche l'ultima competizione disputata da Barbolini come allenatore azzurro poiché il 20 dicembre 2012 venne sostituito da Marco Mencarelli. Nel 2013 la nazionale guidata da Marco Mencarelli si aggiudica la medaglia d'oro agli XVII Giochi del Mediterraneo per poi concludere al sesto posto il campionato europeo. Ritorna quindi sulla panchina azzurra Marco Bonitta: nel 2014 la squadra ottiene il quarto posto al campionato mondiale, mentre nel 2015 il campionato europeo è chiuso al settimo posto. La qualificazione ai Giochi della XXXI Olimpiade avviene grazie alla vittoria del torneo A di qualificazione mondiale: tuttavia la spedizione azzurra ai giochi di Rio 2016 finisce con un ottavo posto e una sola vittoria all'attivo, contro il Porto Rico. Dopo l'addio di Bonitta al termine delle Olimpiadi, la nazionale viene affidata a Cristiano Lucchi solamente per la disputa delle qualificazioni al campionato europeo 2015. Nel dicembre 2016 viene annunciato il nuovo allenatore, Davide Mazzanti, ufficializzato nel mese di marzo 2017: nello stesso anno la squadra conquista la medaglia d'argento al World Grand Prix. Nel 2018, dopo il successo al Montreux Volley Masters, la compagine azzurra conquista la medaglia d'argento al campionato mondiale, battuta in finale dalla Serbia, mentre nel 2019 si aggiudica il bronzo al campionato europeo.

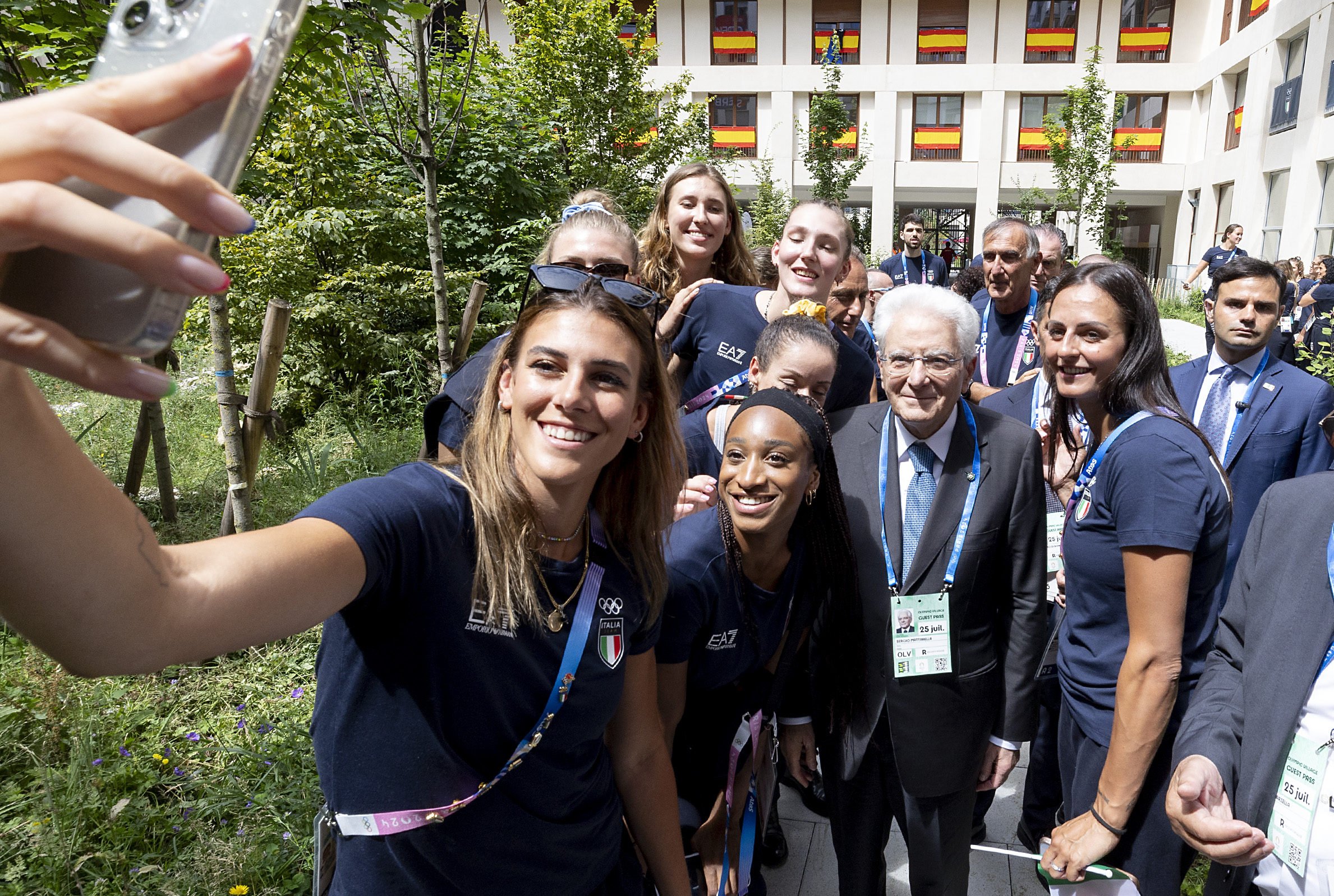
L'Italia vincitrice dei Giochi della XXXIII Olimpiade posa a Parigi con il presidente della Repubblica Italiana, Sergio Mattarella.

Nel 2021, l'Italia viene eliminata ai quarti di finale ai Giochi della XXXII Olimpiade di Tokyo dalla Serbia: poche settimane dopo, la stessa squadra, viene battuta in finale, per 3-1, al campionato europeo, permettendo alle azzurre di laurearsi campionesse nella manifestazione per la terza volta. Questa prestazione, assieme a quelle di altri rappresentanti dell'Italia principalmente in ambito sportivo, venne ricompresa dalla stampa nella locuzione estate d'oro dello sport italiano. Nel 2022 conquista la medaglia d'oro ai XIX Giochi del Mediterraneo e alla Volleyball Nations League e la medaglia di bronzo al campionato mondiale.
Nel novembre 2023 viene annunciato il nuovo allenatore, la cui scelta ricade nuovamente su Julio Velasco: nel giugno 2024 vince per la seconda volta l'oro alla Volleyball Nations League, guadagnando anche il primo posto nel FIVB World Rankings, e si qualifica per la settima volta consecutiva ai Giochi olimpici, torneo nel quale, l'11 agosto 2024, per la prima volta nella sua storia, conquista la medaglia d'oro, battendo in finale gli Stati Uniti. Nel luglio 2025, oltre alla medaglia d'oro ai XXXII Giochi mondiali universitari estivi, bissa il successo ottenuto l'anno precedente nella Volleyball Nations League.

## Rosa
Segue la rosa delle giocatrici convocate per la Volleyball Nations League 2025.
| N° | Nome                | Ruolo | Data di nascita   | Squadra         |
| -- | ------------------- | ----- | ----------------- | --------------- |
| 1  | Anna Gray           | C     | 15 novembre 1996  | Chieri '76      |
| 2  | Alice Degradi       | S     | 10 aprile 1996    | Megavolley      |
| 3  | Carlotta Cambi      | P     | 28 maggio 1996    | Pinerolo        |
| 6  | Monica De Gennaro   | L     | 8 gennaio 1987    | Imoco           |
| 7  | Eleonora Fersino    | L     | 24 gennaio 2000   | AGIL            |
| 8  | Alessia Orro        | P     | 18 luglio 198     | Pro Victoria    |
| 10 | Benedetta Sartori   | C     | 14 aprile 2001    | UYBA            |
| 11 | Anna Danesi         | C     | 20 aprile 1996    | Pro Victoria    |
| 14 | Linda Nwakalor      | C     | 17 settembre 2002 | Savino Del Bene |
| 16 | Stella Nervini      | S     | 10 settembre 2003 | Firenze         |
| 17 | Myriam Sylla        | S     | 8 gennaio 1995    | Pro Victoria    |
| 18 | Paola Egonu         | O     | 18 dicembre 1998  | Pro Victoria    |
| 19 | Sarah Fahr          | C     | 12 settembre 2001 | Imoco           |
| 20 | Chidera Eze         | P     | 2 settembre 2003  | Talmassons      |
| 21 | Loveth Omoruyi      | S     | 25 agosto 2002    | Chieri '76      |
| 22 | Gaia Giovannini     | S     | 17 dicembre 2001  | Megavolley      |
| 24 | Ekaterina Antropova | O     | 19 marzo 2003     | Savino Del Bene |
| 32 | Adhuoljok Malual    | O     | 14 novembre 2000  | Firenze         |

## Medagliere
| Anno | Luogo           | Nazione        | Manifestazione                      | Tecnico           | Medaglia |
| ---- | --------------- | -------------- | ----------------------------------- | ----------------- | -------- |
| 1989 | Stoccarda       | Germania Ovest | Campionato europeo                  | Sergio Guerra     | Bronzo   |
| 1999 | Roma            | Italia         | Campionato europeo                  | Angelo Frigoni    | Bronzo   |
| 2001 | Tunisi          | Tunisia        | Giochi del Mediterraneo             | Marco Bonitta     | Oro      |
| 2001 | Varna           | Bulgaria       | Campionato europeo                  | Marco Bonitta     | Argento  |
| 2002 | Berlino         | Germania       | Campionato mondiale                 | Marco Bonitta     | Oro      |
| 2004 | Reggio Calabria | Italia         | World Gran Prix                     | Marco Bonitta     | Argento  |
| 2005 | Sendai          | Giappone       | World Gran Prix                     | Marco Bonitta     | Argento  |
| 2005 | Zagabria        | Croazia        | Campionato europeo                  | Marco Bonitta     | Argento  |
| 2006 | Reggio Calabria | Italia         | World Gran Prix                     | Marco Bonitta     | Bronzo   |
| 2007 | Ningbo          | Cina           | World Gran Prix                     | Massimo Barbolini | Bronzo   |
| 2007 | Lussemburgo     | Lussemburgo    | Campionato europeo                  | Massimo Barbolini | Oro      |
| 2007 | Aichi           | Giappone       | Coppa del Mondo                     | Massimo Barbolini | Oro      |
| 2008 | Yokohama        | Giappone       | World Gran Prix                     | Massimo Barbolini | Bronzo   |
| 2009 | Pescara         | Italia         | Giochi del Mediterraneo             | Massimo Barbolini | Oro      |
| 2009 | Belgrado        | Serbia         | Universiade                         | Lorenzo Micelli   | Oro      |
| 2009 | Łódź            | Polonia        | Campionato europeo                  | Massimo Barbolini | Oro      |
| 2009 | Fukuoka         | Giappone       | Grand Champions Cup                 | Massimo Barbolini | Oro      |
| 2010 | Ningbo          | Cina           | World Gran Prix                     | Massimo Barbolini | Bronzo   |
| 2011 | Tokyo           | Giappone       | Coppa del Mondo                     | Massimo Barbolini | Oro      |
| 2013 | Mersin          | Turchia        | Giochi del Mediterraneo             | Marco Mencarelli  | Oro      |
| 2017 | Nanchino        | Cina           | World Grand Prix                    | Davide Mazzanti   | Argento  |
| 2018 | Yokohama        | Giappone       | Campionato mondiale                 | Davide Mazzanti   | Argento  |
| 2019 | Napoli          | Italia         | Universiade                         | Marco Paglialunga | Argento  |
| 2019 | Ankara          | Turchia        | Campionato europeo                  | Davide Mazzanti   | Bronzo   |
| 2021 | Belgrado        | Serbia         | Campionato europeo                  | Davide Mazzanti   | Oro      |
| 2022 | Orano           | Algeria        | Giochi del Mediterraneo             | Luca Pieragnoli   | Oro      |
| 2022 | Ankara          | Turchia        | Volleyball Nations League           | Davide Mazzanti   | Oro      |
| 2022 | Apeldoorn       | Paesi Bassi    | Campionato mondiale                 | Davide Mazzanti   | Bronzo   |
| 2024 | Bangkok         | Thailandia     | Volleyball Nations League           | Julio Velasco     | Oro      |
| 2024 | Parigi          | Francia        | Giochi olimpici                     | Julio Velasco     | Oro      |
| 2025 | Berlino         | Germania       | Giochi mondiali universitari estivi | Carlo Parisi      | Oro      |
| 2025 | Łódź            | Polonia        | Volleyball Nations League           | Julio Velasco     | Oro      |

## Risultati

### Competizioni FIVB
| 1964 | non qualificata | -            |
| 1968 | non qualificata | -            |
| 1972 | non qualificata | -            |
| 1976 | non qualificata | -            |
| 1980 | non qualificata | -            |
| 1984 | non qualificata | -            |
| 1988 | non qualificata | -            |
| 1992 | non qualificata | -            |
| 1996 | non qualificata | -            |
| 2000 | 9º posto        | Convocazioni |
| 2004 | 5º posto        | Convocazioni |
| 2008 | 5º posto        | Convocazioni |
| 2012 | 5º posto        | Convocazioni |
| 2016 | 9º posto        | Convocazioni |
| 2020 | 6º posto        | Convocazioni |
| 2024 | 1º posto        | Convocazioni |

| 1952 | non qualificata | -            |
| 1956 | non qualificata | -            |
| 1960 | non qualificata | -            |
| 1962 | non qualificata | -            |
| 1967 | non qualificata | -            |
| 1970 | non qualificata | -            |
| 1974 | non qualificata | -            |
| 1978 | 20º posto       | Convocazioni |
| 1982 | 15º posto       | Convocazioni |
| 1986 | 9º posto        | Convocazioni |
| 1990 | 10º posto       | Convocazioni |
| 1994 | 14º posto       | Convocazioni |
| 1998 | 5º posto        | Convocazioni |
| 2002 | 1º posto        | Convocazioni |
| 2006 | 4º posto        | Convocazioni |
| 2010 | 5º posto        | Convocazioni |
| 2014 | 4º posto        | Convocazioni |
| 2018 | 2º posto        | Convocazioni |
| 2022 | 3º posto        | Convocazioni |

| 2018 | 7º posto  | Convocazioni |
| 2019 | 5º posto  | Convocazioni |
| 2021 | 12º posto | Convocazioni |
| 2022 | 1º posto  | Convocazioni |
| 2023 | 6º posto  | Convocazioni |
| 2024 | 1º posto  | Convocazioni |
| 2025 | 1º posto  | Convocazioni |

| 1973 | non qualificata | -            |
| 1977 | non qualificata | -            |
| 1981 | non qualificata | -            |
| 1985 | non qualificata | -            |
| 1989 | non qualificata | -            |
| 1991 | non qualificata | -            |
| 1995 | non qualificata | -            |
| 1999 | 7º posto        | Convocazioni |
| 2003 | 4º posto        | Convocazioni |
| 2007 | 1º posto        | Convocazioni |
| 2011 | 1º posto        | Convocazioni |
| 2015 | non qualificata | -            |
| 2019 | non qualificata | -            |
| 2023 | non qualificata | -            |

### Competizioni CEV
| 1949 | non qualificata | -            |
| 1950 | non qualificata | -            |
| 1951 | 6º posto        | Convocazioni |
| 1955 | non qualificata | -            |
| 1958 | non qualificata | -            |
| 1963 | non qualificata | -            |
| 1967 | 10º posto       | Convocazioni |
| 1971 | 8º posto        | Convocazioni |
| 1975 | 9º posto        | Convocazioni |
| 1977 | 11º posto       | Convocazioni |
| 1979 | non qualificata | -            |
| 1981 | 8º posto        | Convocazioni |
| 1983 | 7º posto        | Convocazioni |
| 1985 | 5º posto        | Convocazioni |
| 1987 | 6º posto        | Convocazioni |
| 1989 | 3º posto        | Convocazioni |
| 1991 | 4º posto        | Convocazioni |
| 1993 | 4º posto        | Convocazioni |
| 1995 | 6º posto        | Convocazioni |
| 1997 | 5º posto        | Convocazioni |
| 1999 | 3º posto        | Convocazioni |
| 2001 | 2º posto        | Convocazioni |
| 2003 | 6º posto        | Convocazioni |
| 2005 | 2º posto        | Convocazioni |
| 2007 | 1º posto        | Convocazioni |
| 2009 | 1º posto        | Convocazioni |
| 2011 | 4º posto        | Convocazioni |
| 2013 | 6º posto        | Convocazioni |
| 2015 | 7º posto        | Convocazioni |
| 2017 | 5º posto        | Convocazioni |
| 2019 | 3º posto        | Convocazioni |
| 2021 | 1º posto        | Convocazioni |
| 2023 | 4º posto        | Convocazioni |

### Competizioni zonali
| 1975 | 2º posto        | Convocazioni |
| 1979 | 1º posto        | Convocazioni |
| 1983 | 1º posto        | Convocazioni |
| 1987 | 3º posto        | Convocazioni |
| 1991 | 1º posto        | Convocazioni |
| 1993 | non qualificata | -            |
| 1997 | 1º posto        | Convocazioni |
| 2001 | 1º posto        | Convocazioni |
| 2005 | 3º posto        | Convocazioni |
| 2009 | 1º posto        | Convocazioni |
| 2013 | 1º posto        | Convocazioni |
| 2018 | 5º posto        | Convocazioni |
| 2022 | 1º posto        | Convocazioni |

| 2015 | 11º posto | Convocazioni |

### Competizioni estinte
| 1993 | non qualificata | -            |
| 1994 | 8º posto        | Convocazioni |
| 1995 | non qualificata | -            |
| 1996 | non qualificata | -            |
| 1997 | 6º posto        | Convocazioni |
| 1998 | 5º posto        | Convocazioni |
| 1999 | 4º posto        | Convocazioni |
| 2000 | 7º posto        | Convocazioni |
| 2001 | non qualificata | -            |
| 2002 | non qualificata | -            |
| 2003 | 5º posto        | Convocazioni |
| 2004 | 2º posto        | Convocazioni |
| 2005 | 2º posto        | Convocazioni |
| 2006 | 3º posto        | Convocazioni |
| 2007 | 3º posto        | Convocazioni |
| 2008 | 3º posto        | Convocazioni |
| 2009 | non qualificata | -            |
| 2010 | 3º posto        | Convocazioni |
| 2011 | 7º posto        | Convocazioni |
| 2012 | 10º posto       | Convocazioni |
| 2013 | 5º posto        | Convocazioni |
| 2014 | 10º posto       | Convocazioni |
| 2015 | 5º posto        | Convocazioni |
| 2016 | 8º posto        | Convocazioni |
| 2017 | 2º posto        | Convocazioni |

| 1993 | non qualificata | -            |
| 1997 | non qualificata | -            |
| 2001 | non qualificata | -            |
| 2005 | non qualificata | -            |
| 2009 | 1º posto        | Convocazioni |
| 2013 | non qualificata | -            |
| 2017 | non qualificata | -            |

| 1988 | non qualificata | -            |
| 1989 | non qualificata | -            |
| 1990 | non qualificata | -            |
| 1991 | non qualificata | -            |
| 1992 | non qualificata | -            |
| 1993 | non qualificata | -            |
| 1994 | non qualificata | -            |
| 1995 | 7º posto        | Convocazioni |
| 1996 | non qualificata | -            |
| 1998 | 7º posto        | Convocazioni |
| 1999 | 3º posto        | Convocazioni |
| 2000 | 4º posto        | Convocazioni |
| 2001 | 6º posto        | Convocazioni |
| 2002 | 2º posto        | Convocazioni |
| 2003 | 5º posto        | Convocazioni |
| 2004 | 1º posto        | Convocazioni |
| 2005 | 3º posto        | Convocazioni |
| 2006 | 4º posto        | Convocazioni |
| 2007 | non qualificata | -            |
| 2008 | 3º posto        | Convocazioni |
| 2009 | 2º posto        | Convocazioni |
| 2010 | non qualificata | -            |
| 2011 | 7º posto        | Convocazioni |
| 2013 | 4º posto        | Convocazioni |
| 2014 | non qualificata | -            |
| 2015 | 5º posto        | Convocazioni |
| 2016 | non qualificata | -            |
| 2017 | non qualificata | -            |
| 2018 | 1º posto        | Convocazioni |
| 2019 | 3º posto        | Convocazioni |

| 2004 | 2º posto | Convocazioni |
| 2005 | 2º posto | Convocazioni |
| 2006 | 2º posto | Convocazioni |
| 2008 | 1º posto | Convocazioni |

| 2009 | 4º posto | Convocazioni |
| 2010 | 2º posto | Convocazioni |